# احمدعلی موهبتی
احمدعلی موهبتی سیاستمدار اصلاح طلب و مدیر اجرایی ایرانی  و استاندار پیشین سیستان و بلوچستان است که در شهریور ۱۴۰۳ با حکم اسکندر مؤمنی به‌عنوان معاون توسعه مدیریت و منابع وزارت کشور منصوب شد.

## زندگی‌نامه
احمدعلی موهبتی متولد خراسان جنوبی بوده و  دانش‌آموخته رشته مهندسی اقتصاد کشاورزی دانشگاه سیستان و بلوچستان است. موهبتی مسئولیت‌های مشاور استاندار سیستان و بلوچستان و فرماندار شهرستان سراوان در دولت خاتمی رئیس هیئت مدیره شرکتهای عمران و مسکن سازان استان های سیستان و بلوچستان و خراسان جنوبی (کارگزار وزارت راه و شهرسازی) ، معاون استاندار و فرماندار ویژه شهرستان های چابهار و تربت حیدریه و مشهد را در دولت دوازدهم روحانی و همچنین  استانداری استان سیستان و بلوچستان را تجربه کرده‌است. 